# Łagiewniki Małe
Łagiewniki Małe (niem. Klein-Lagiewnik) – wieś w Polsce, położona w województwie śląskim, w powiecie lublinieckim, w gminie Pawonków. Wizerunek XIX w. pieczęci gminnej przedstawiał dwa budynki zwieńczone krzyżami, niższy z prawej, wyższy z lewej (mała i duża kaplica).
W latach 1945–54 siedziba gminy Łagiewniki Małe. W latach 1954–1972 wieś należała i była siedzibą władz gromady Łagiewniki Małe. W latach 1975–1998 miejscowość administracyjnie należała do województwa częstochowskiego.
W 1936 roku hitlerowska administracja III Rzeszy, chcąc zatrzeć słowiańskie pochodzenie nazwy wsi, przemianowała ją ze zgermanizowanej na nową, całkowicie niemiecką nazwę Hedwigsruh. Automatycznie zmieniono wizerunek pieczęci gminnej na swastykę.